# Cerura przewalskii
Cerura przewalskii är en fjärilsart som beskrevs av Alphéraky 1882. Cerura przewalskii ingår i släktet Cerura och familjen tandspinnare. Inga underarter finns listade i Catalogue of Life.